# رون ريتشاردز
رون ريتشاردز (بالفرنسية: Ron Richards)‏ (و. 1963  م) هو متزلج قفز كندي، ولد في أوشاوا، شارك في الألعاب الأولمبية الشتوية 1992، والألعاب الأولمبية الشتوية 1988، والألعاب الأولمبية الشتوية 1984.

## روابط خارجية
- رون ريتشاردز على موقع الاتحاد الدولي للتزلج (القفز التزلجي) (الإنجليزية)
- رون ريتشاردز على موقع أوليمبيديا (الإنجليزية)